# Mototrattore
Il mototrattore per semirimorchi fa parte, per il codice della strada italiano, dei motoveicoli codificati all'art. 53.
Si tratta di un triciclo con cilindrata superiore a 50 cm{\displaystyle ^{3}} con la stessa funzione dei trattori stradali, cioè destinato al traino di semirimorchi per formare motoarticolati non più lunghi di cinque metri.
Si tratta di una categoria di veicoli ormai molto rara, uno dei pochi esempi storici venne approntato dalla Piaggio con una versione speciale dell'Ape.